# Pangainun
Pangainun (em chinês:  半硬软, pinyin: Bàn yìng ruǎn, "meio suave, meio rijo") é um estilo de chuan fa originário da região de Fucheu, na província de Fujian, no meridião sínico. O sistema tem, por característica, a busca da harmonia, do equilíbrio, entre os princípios yin e yang por intermédio da combinação de técnicas velozes e duras (estilo do tigre) com aquelas lentas e de controlo.

## Denominação
Em relação à denominação do estilo como "Pangainun", ou "Pangainoon" (conforme a variante anglófona), não há consenso haja visto que não se trata da pronúncia esperada no idioma sínico continental dominante ou, ainda, em cantonês. Também não é a pronúncia exacta quando lidos os kanji. Por outro lado, as raízes do sonido parecem conectadas ao dialecto Min Nan do chinês de Formosa.